# Joe Donnelly
Joe Donnelly, właśc. Joseph Simon Donnelly, Sr. (ur. 29 września 1955 w Massapequa, Nowy Jork) – amerykański polityk, senator ze stanu Indiana w latach 2013–2019, członek Partii Demokratycznej.